# Красножан Юрій Анатолійович
Юрій Анатолійович Красножан (рос. Юрий Анатольевич Красножан; нар. 7 червня 1963, Нальчик, РРФСР) — радянський та російський футболіст, який виступав на позиціях захисника та півзахисника; головний тренер жіночої збірної Росії з 30 грудня 2020 року.

## Кар'єра гравця
У першій половині 1980-х років виступав за нальчицький «Спартак». Упродовж п'яти років провів за кабардино-балкарський клуб 66 матчів, у яких відзначився одним голом. Протягом усього часу виступу за «Спартак» входив до молодіжної збірної РРФСР. Поєднуючи кар'єру футболіста з навчанням, у 1985 році здобув вищу освіту на факультеті фізичного виховання КБДУ та розпочав роботу викладачем фізкультури у загальноосвітній школі Нальчика.

## Кар'єра тренера

### «Автозапчатина»
На початку 1990-х років, отримавши необхідний освітній досвід, взяв участь у створенні та становленні футбольного клубу «Еталон» (пізніше перейменованого на «Автозапчастину») з міста Баксан, в якому встиг провести за три сезони 89 матчів та відзначився 6-ма голами. За його активну участь клуб отримав професійний статус і вийшов у другу лігу російського чемпіонату, а в розіграші Кубку Росії 1996 вийшов до 1/8 фіналу. На той час Красножан уже три роки працював тренером в «Автозапчастині». У тому ж році він вступив до Вищої школи тренерів з футболу й наступного року успішно закінчив її, отримавши відповідну тренерську ліцензію.

### «Спартак» (Нальчик)
Три роки по тому, в 1999 році, Красножан призначений тренером ПФК «Спартак» (Нальчик). З 2000 по 2003 рік працював із дублюючим складом, який грав у Першості КФК. За цей час він виховав для головної команди Руслана Нахушева, Аслана Машукова та інших футболістів. На початку 2004 року керівництво «Спартака» призначило Красножана на посаду головного тренера основної команди замість звільненого Софербія Єшугова. У лютому того ж року Атестаційна комісія при Центрі підготовки фахівців у сфері футболу надала йому тренерську категорію А.
З приходом Красножана нальчикський клуб почав боротися за високі цілі: у 2005 році, не маючи на початок сезону солідної фінансової підтримки й не володіючи на той час розвиненою інфраструктурою, команда протягом усього сезону боролася за місце в лідерах, у підсумку посіла друге місце та вийшла в Прем'єр-лігу. У найвищому дивізіоні російського футболу Красножану, незважаючи на постійні проблеми зі складом, вдається утримувати команду на плаву. У Кубку Росії 2007/08 нальчикський «Спартак» вийшов у чвертьфінал, де програв ЦСКА з рахунком 1:2. За підсумками сезону 2006 року, проведеного за результатами опитування футбольним журналом Total Football, Юрія Красножана визнано «тренером-відкриттям».
На виборах до Парламенту Кабардино-Балкарії 2009 року був третім у списку «Єдиної Росії».

### «Локомотив» (Москва)
Президент московського «Локомотива» Ольга Смородська заявила, що бачить Юрія Красножана на посаді головного тренера команди замість відправленого у відставку Юрія Сьоміна. 13 грудня 2010 року офіційно призначений на вище вказану посаду.
4 червня 2011 року з'явилися чутки у ЗМІ з приводу відставки Красножана, як було сказано, причиною цього стали, на думку Ольги Смородської, помилки, допущені наставником у підготовці, визначенні стартового складу та замінах, зроблених у домашньому матчі 11-го туру чемпіонату Росії з «Анжи».
6 червня Рада директорів «Локомотива» відправила Юрія Красножана у відставку з формулюванням «за допущені недогляди у роботі». Сам тренер пояснив свою відставку бажанням деяких людей «поживитися на передбачуваних придбаннях клубу».

### Друга збірна Росії
4 липня 2011 року призначений головним тренером другої збірної Росії. Під його керівництвом команда провела шість матчів, вигравши п'ять із них. Проте після приходу на посаду президента РФС Миколи Толстих та переходу Красножана до «Кубані» було вирішено припинити проект другої збірної.

### «Анжи»
27 грудня 2011 року було оголошено про призначення головним тренером «Анжи». Проте вже 13 лютого 2012 року Красножан пішов у відставку за власним бажанням. Команда під керівництвом Красножана не зіграла жодного офіційного матчу.

### «Кубань»
16 серпня 2012 року призначений головним тренером краснодарської «Кубані». 4 січня 2013 року спортивні видання повідомили, що найближчим часом буде оголошено про звільнення Красножана з посади головного тренера краснодарської команди. 8 січня головний інвестор «Кубані» Олег Мкртчян у зверненні до вболівальників, розміщеному на офіційному сайті клубу, повідомив про припинення співпраці з Юрієм Красножаном.

### «Терек»
26 травня 2013 року офіційний сайт «Терека» повідомив, що найближчим часом Красножан підпише з клубом трирічний контракт. 31 травня контракт було підписано. Він був розрахований на три роки з можливістю подальшої пролонгації. 28 жовтня 2013 року був відправлений у відставку за незадовільні результати команди (14 місце після 14 турів).

### Збірна Казахстану
7 лютого 2014 року призначений головним тренером національної збірної Казахстану, контракт із ним був підписаний за системою «2+2». У грудні 2015 року закінчився термін угоди, Федерація Футболу запропонувала продовжити його ще на два роки, проте Красножан вважав за краще відмовитися від цієї пропозиції.

### «Хімки»
У лютому 2018 року став головним тренером клубу «Хімки». 1 червня 2018 року у ФК «Хімки» оголосили про закінчення співпраці з Красножаном після закінчення дії контракту.

### Жіноча збірна Росії
30 грудня 2020 року Юрій Красножан очолив жіночу збірну Росії, змінивши на вище вказаній посаді Олену Фоміну. У квітні 2021 року під керівництвом Красножана жіноча збірна Росії перемогла у стикових матчах Португалію (1:0 у Лісабоні, 0:0 у Москві), пробившись цим у фінальний турнір Євро-2022. У вересні 2021 року команда стартувала у відборі до чемпіонату світу 2023 року.

## Тренерська статистика
Дані скориговані станом на 1 червня 2018 року
| Команда             | Початок роботи | Завершення роботи | Показники | Показники | Показники | Показники | Показники | Показники | Показники | Показники |
| Команда             | Початок роботи | Завершення роботи | М         | В         | Н         | П         | ЗМ        | ПМ        | РМ        | % перемог |
| ------------------- | -------------- | ----------------- | --------- | --------- | --------- | --------- | --------- | --------- | --------- | --------- |
| «Спартак-Нальчик»   | 1 січня 2004   | 29 листопада 2010 | 246       | 91        | 67        | 88        | 302       | 290       | +12       | 36,99     |
| «Локомотив»         | 13 грудня 2010 | 6 червня 2011     | 11        | 5         | 3         | 3         | 17        | 10        | +7        | 45,45     |
| Росія-2             | 4 липня 2011   | 31 жовтня 2012    | 6         | 5         | 1         | 0         | 15        | 4         | +11       | 83,33     |
| «Анжи»*             | 27 грудня 2011 | 13 лютого 2012    | 0         | 0         | 0         | 0         | 0         | 0         | 0         | 0         |
| «Кубань»            | 16 серпня 2012 | 8 січня 2013      | 17        | 10        | 2         | 5         | 29        | 16        | +13       | 58,82     |
| «Терек»             | 31 травня 2013 | 28 жовтня 2013    | 14        | 1         | 6         | 7         | 7         | 14        | -7        | 7,14      |
| Збірна Казахстану   | 7 лютого 2014  | 19 грудня 2015    | 18        | 3         | 7         | 8         | 18        | 25        | -7        | 16,67     |
| «Хімки»             | 9 лютого 2018  | 1 червня 2018     | 13        | 4         | 1         | 8         | 9         | 17        | -8        | 30,77     |
| Жіноча збірна Росії | 30 грудня 2020 | н.ч.              | 12        | 8         | 1         | 3         | 29        | 8         | +21       | 75        |
| Загалом             | Загалом        | Загалом           | 337       | 127       | 87        | 122       | 427       | 385       | +42       | 37,68     |

* — не проводив офіційних матчів як тренер «Анжі»